# Kumamoto Denki Tetsudō
La Kumamoto Denki Tetsudō (in giapponese 熊本電気鉄道?) è un operatore ferroviario giapponese, di autobus di linea e di autobus charter con sede a Chūō-ku, città di Kumamoto, nella prefettura di Kumamoto. L'azienda gestisce ferrovie che collegano la città di Kumamoto e la città di Kōshi tra la stazione di Kami-Kumamoto, la stazione di Fujisakigū-mae e la stazione di Miyoshi, nonché autobus in aree come la città di Kumamoto, la città di Kikuchi e la città di Yamaga.
È conosciuta anche come Kumamoto Dentetsu (熊本電鉄?) o Kumaden (熊電?), la gente del posto spesso si riferisce al treno come Kikuchi Densha (菊池電車?, lett. Ferrovia elettrica Kikuchi ) (abbreviato Kikuden) e all'autobus come Dentetsu Bus (電鉄バス?, lett. Autobus ferroviario elettrico).
Per molto tempo, Nishitetsu è stato il maggiore azionista (anche se non è una società affiliata o appartenente al gruppo Nishitetsu), ma questo è stato interrotto nel 2008 in seguito a un aumento di capitale.
La società gestisce anche attività nel settore turistico, assicurativo e immobiliare.

## Storia
L'azienda è stata fondata il 15 agosto 1909 come Kikuchi Orbital (菊池軌道?, Kikuchi kidō). Il 1º ottobre 1911, una linea a vapore inizia a funzionare tra la stazione di Ikeda (attualmente stazione di Kami-Kumamoto) e la stazione di Chitanbata (attualmente stazione di Fujisakigū-mae). Il 31 agosto 1923 inizia l'elettrificazione di tutte le linee.
Il 1º maggio 1942 il nome della società viene cambiato in Kikuchi Electric Railway e il 1º gennaio 1948 il nome della società viene cambiato in Kumamoto Electric Railway. Il 1º ottobre 1950 viene aperta la sezione tra la stazione di Kami-Kumamoto e la stazione di Kita-Kumamoto. Il 1º ottobre 1950 la sezione tra Kita-Kumamoto e Kikuchi fu trasferita alla linea Kikuchi mentre la sezione tra Fujisakigū-mae e Kami-Kumamoto fu trasferita al tram di Kumamoto come linea Tsuboi il 1º giugno 1954. La linea Tsuboi cessò le operazioni nel 1970.

## Trasporti

### Linee ferroviarie
L'azienda gestisce due linee ferroviarie
| Linea          | Nome giapponese | Capolinea                      | Lunghezza (km) | Stazioni |
| -------------- | --------------- | ------------------------------ | -------------- | -------- |
| Linea Kikuchi  | 菊池線          | Kami-Kumamoto - Miyoshi        | 10,8           | 16       |
| Linea Fujisaki | 藤崎線          | Kita-Kumamoto - Fujisakigū-mae | 2,3            | 3        |

Un breve tratto della linea Fujisaki condivide il suo tracciato con la strada pubblica, come una linea del tram.

### Materiale rotabile
L'azienda dispone di 16 treni.
- Serie 6000 (ex serie Toei 6000). Dal 1995 al 2001 sono state introdotte 10 vetture. A causa dell'invecchiamento, si sta procedendo alla sostituzione e da febbraio 2024 è in servizio 1 treno con 2 carrozze (6111A + 6118A).
- Serie 01 (ex serie 01 della Tokyo Metro). Il primo treno, 01-36, è stato introdotto il 21 febbraio 2015 in sostituzione della classe 5000 ed è entrato in servizio il 16 marzo. Il secondo treno, 01-35, è stato introdotto il 13 gennaio 2016 ed è entrato in servizio il 1º marzo 2016[5].
- Serie 03 (ex serie 03 della Tokyo Metro). L'introduzione di tre treni è stata annunciata nel 2018 e il primo treno ha iniziato a circolare il 4 aprile 2019[6].
- Serie 1000 (ex Serie 1000 della Ferrovia Shizuoka). Il 27 marzo 2022 è stata messa in servizio la prima vettura mentre il 12 aprile 2024 è entrata in servizio sulla linea una seconda vettura.

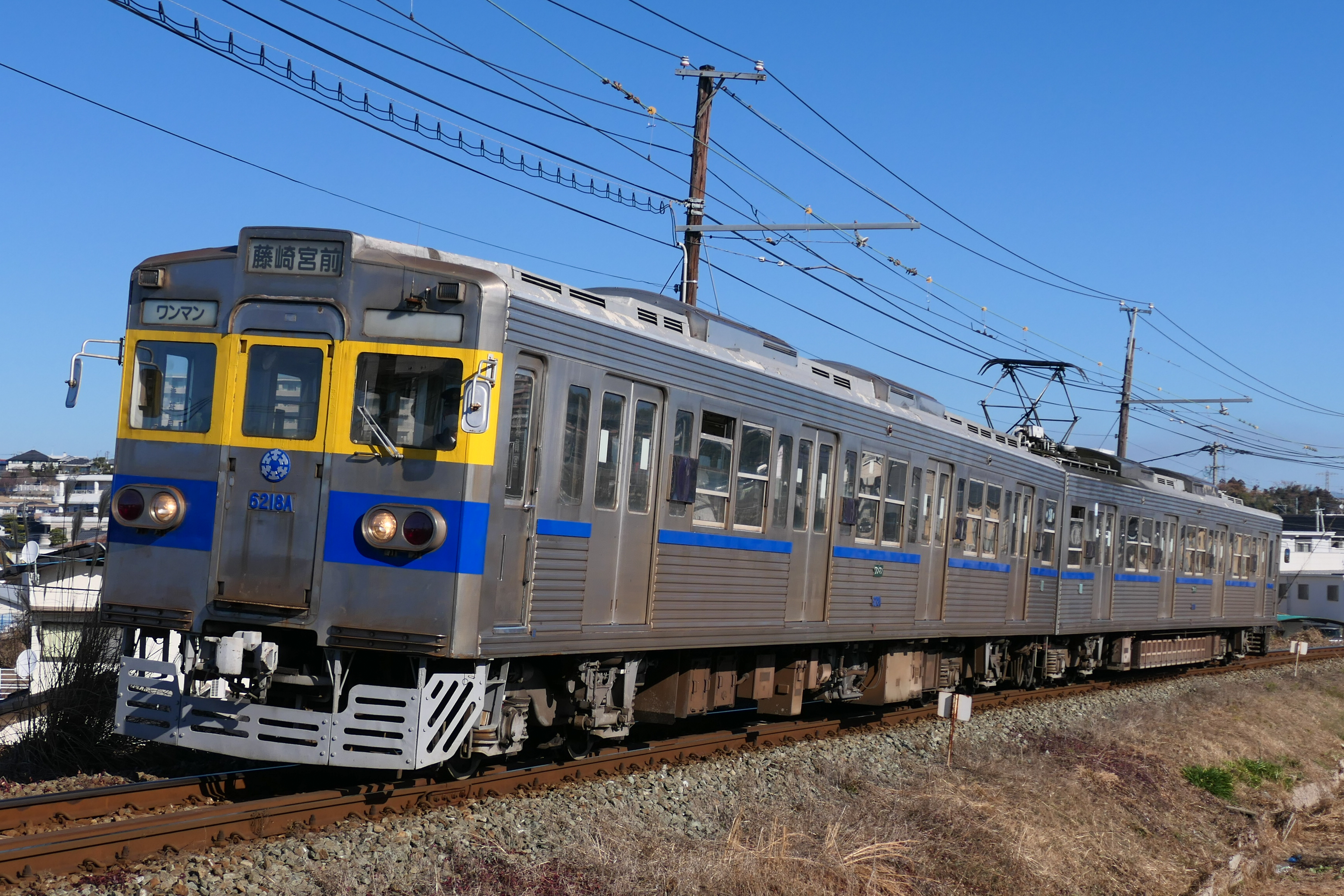
Serie 6000
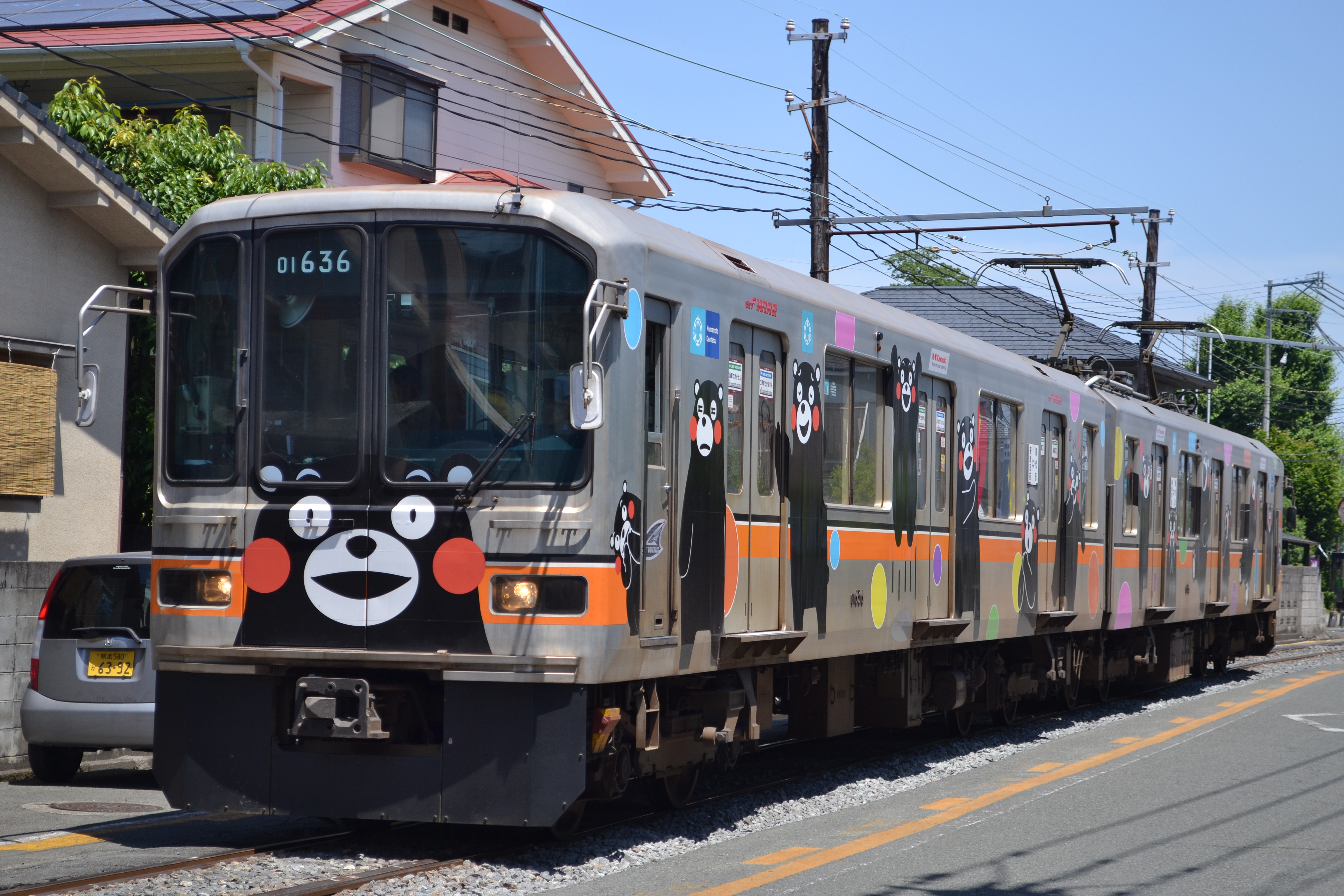
Serie 01
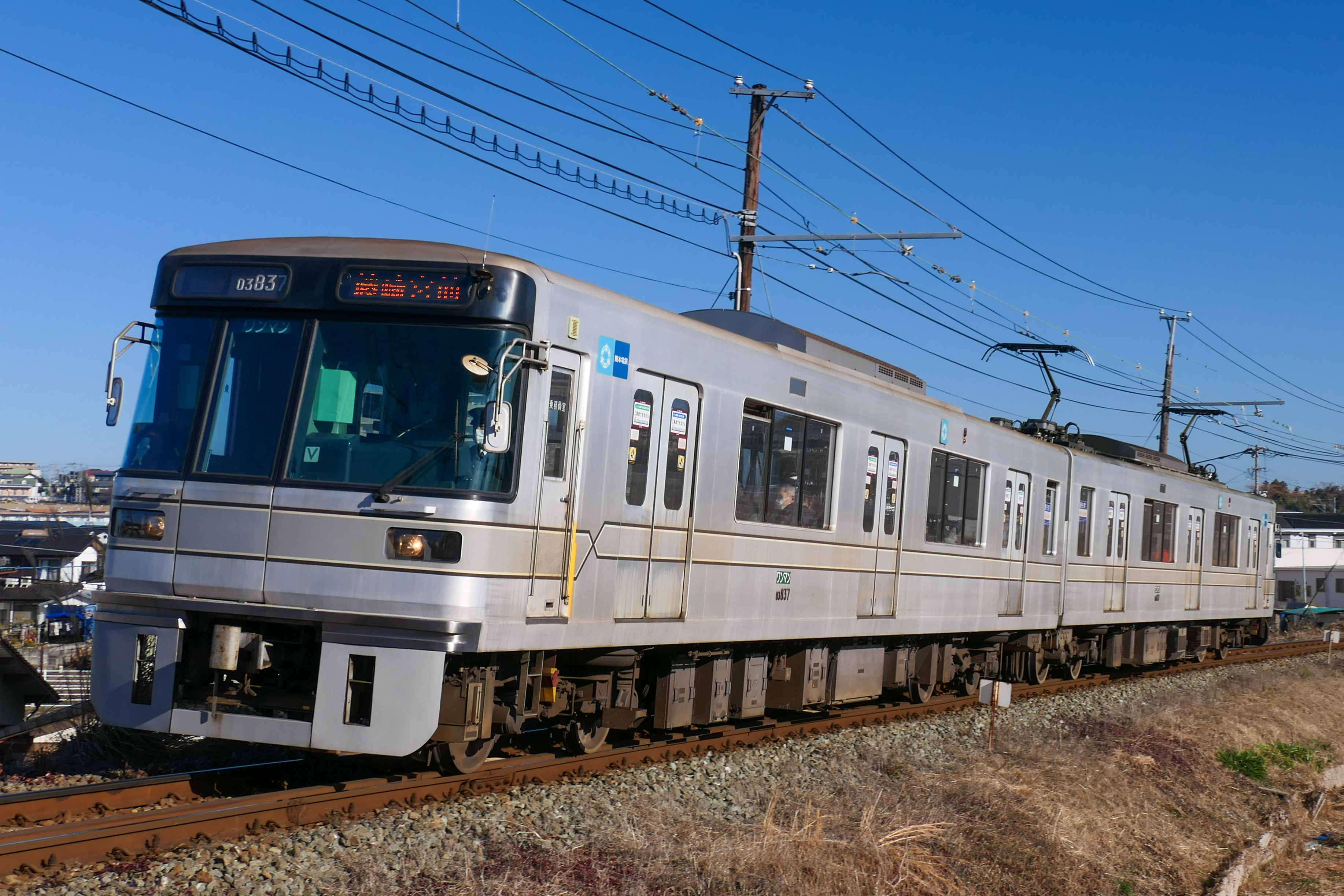
Serie 03
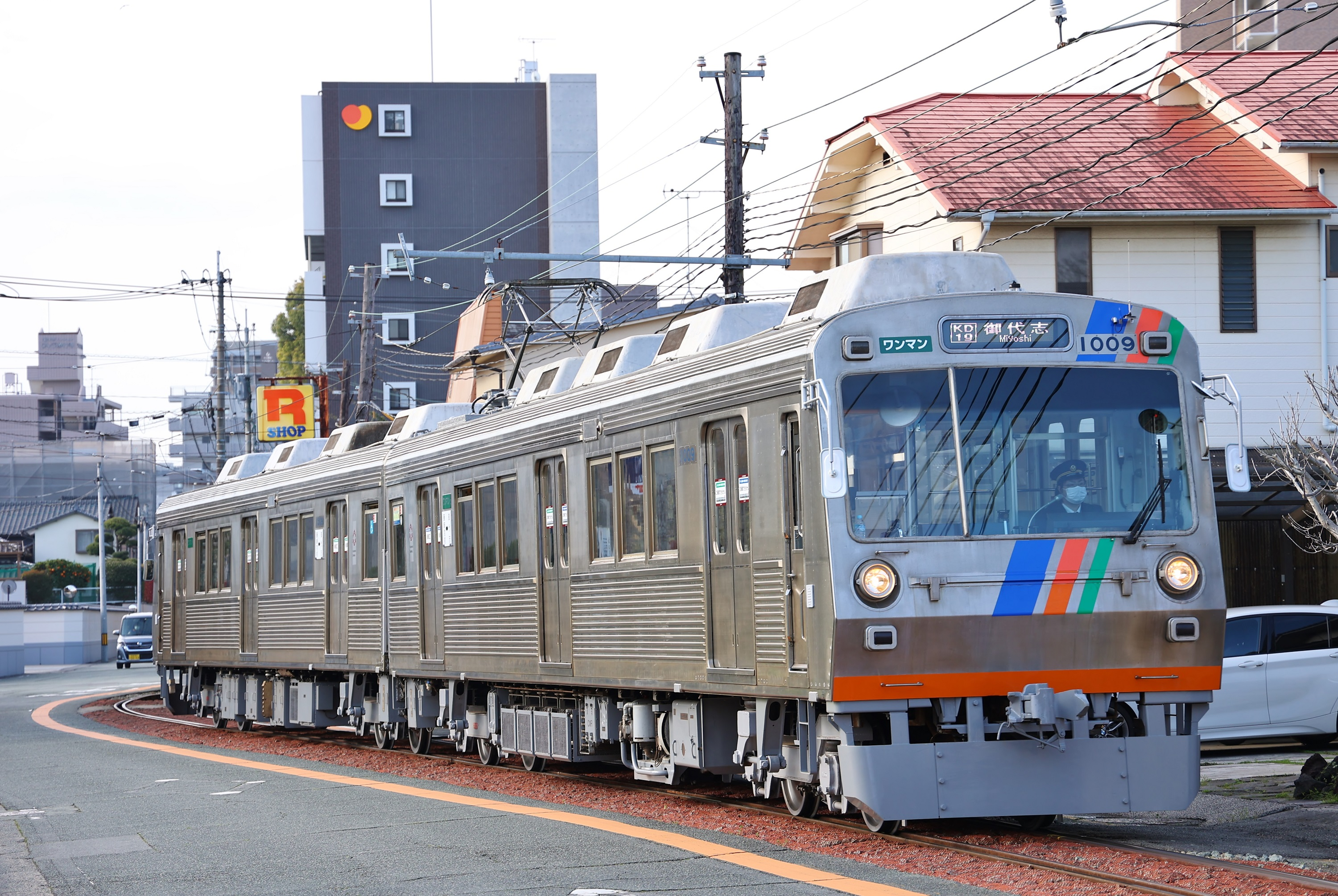
Serie 1000